# Friedrich Baumgarte (Verbandsdirektor)
Christoph Friedrich Baumgarte (* 6. Mai 1880 in Bernburg; † 14. März 1939 in Berlin) war ein deutscher Verbandsdirektor und Syndikus.

## Leben
Nach dem Besuch des Gymnasiums betrieb Friedrich Baumgarte juristische Studien. Im Jahre 1904 erfolgte seine Ernennung zum Gerichtsreferendar und 1909 zum Gerichtsassessor. 1910 wurde er in die Landesverwaltung übernommen und trat 1911 in den Verband der öffentlichen Feuerversicherungsanstalt in Deutschland ein. Hier stieg er zum Syndikus und Verbandsdirektor auf. 1924 wurde Friedrich Baumgarte Vorstand des Hagelversicherungs-Verbandes. Er hatte sich besonders auf Versicherungsrecht spezialisiert.
Friedrich Baumgart war Mitglied der Akademie für Deutsches Recht und gehörte dem Bund Nationalsozialistischer Deutscher Juristen (BNSDJ) an.
Er wohnte zuletzt in Berlin-Zehlendorf, Seehofstraße 24, und starb am Kehlkopfkrebs im Charité-Krankenhaus.